# Colypurus agassizi
Colypurus agassizi är en kräftdjursart som beskrevs av Richardson 1905. Colypurus agassizi ingår i släktet Colypurus och familjen Colypuridae. Inga underarter finns listade i Catalogue of Life.